# سحلية دودية بورتوريكية
سحلية دودية بورتوريكية (الاسم العلمي: Amphisbaena caeca) (بالإنجليزية: Puerto Rican worm lizard)‏ هي نوع من الزواحف يتبع جنس السحلية الدودية من الفصيلة السحالي الدودية.